# Campeonato Femenino Sub-17 de la OFC 2012
El Campeonato Femenino Sub-17 de la OFC 2012 fue la segunda edición de dicho torneo. Participaron cuatro selecciones en un sistema de liga todos contra todos. El que resultó primero se clasificó a la Copa Mundial Sub-17 de 2012 que se disputó en Azerbaiyán. 
El torneo dejó como saldo a Nueva Zelanda campeón y clasificado al Mundial de 2012.

## Participantes
- Islas Cook
- Nueva Caledonia
- Nueva Zelanda
- Papúa Nueva Guinea

## Resultados
|                    | PJ | G | E | P | GF | GC | Pts |
| ------------------ | -- | - | - | - | -- | -- | --- |
| Nueva Zelanda      | 3  | 3 | 0 | 0 | 29 | 1  | 9   |
| Papúa Nueva Guinea | 3  | 2 | 0 | 1 | 4  | 11 | 6   |
| Islas Cook         | 3  | 1 | 0 | 2 | 5  | 10 | 3   |
| Nueva Caledonia    | 3  | 0 | 0 | 3 | 1  | 17 | 0   |

| 9 de abril de 2012 | Papúa Nueva Guinea | 1:0 | Nueva Caledonia | Centre Park, Mangere, Nueva Zelanda |  |
|                    | Kaikas             |     |                 |                                     |  |

| 9 de abril de 2012 | Nueva Zelanda                                 | 7:0 | Islas Cook | Centre Park, Mangere, Nueva Zelanda |  |
|                    | Puketapu · Bott · Rolston · Carlsen · Palmerx |     |            |                                     |  |

| 11 de abril de 2012 | Nueva Caledonia | 1:13 | Nueva Zelanda | Centre Park, Mangere, Nueva Zelanda |  |

| 11 de abril de 2012 | Islas Cook | 2:3 | Papúa Nueva Guinea | Centre Park, Mangere, Nueva Zelanda |  |

| 13 de abril de 2012 | Islas Cook | 3:0 | Nueva Caledonia | Centre Park, Mangere, Nueva Zelanda |  |

| 13 de abril de 2012 | Papúa Nueva Guinea | 0:9 | Nueva Zelanda | Centre Park, Mangere, Nueva Zelanda |  |

| Bandera de Nueva Zelanda        |
| Campeón Nueva Zelanda 2º título |